# Guillaume Bouchet
Guillaume Bouchet (1513 ou 1515 — 1594) foi um escritor francês.